# Томаш Собецький
Томаш Собецький (чеськ. Tomáš Sobecký; нар. 3 квітня 1981, Острава, ЧССР) — чеський борець греко-римського стилю, учасник Європейських ігор, чемпіонатів світу та Європи, призер міжнародних турнірів.

## Життєпис
Боротьбою почав займатися з 1994 року в Остраві, куди його привів однокласник із початкової школи. Спочатку займався вільною боротьбою. Але потім Томаш вступив до школи в Оломоуці, де він навчався протягом трьох років і де перевагу віддавали класичному, греко-римському стилю. Коли він повернувся до Острави, греко-римський стиль вже був явним пріоритетом. У вісімнадцять років Собецький поїхав тренуватися до Праги, куди його затягнув Петр Кмент, чемпіон Європи та бронзовий призер Олімпійських ігор 1968 року в Мексиці, разом із тренером Іво Маргітою.
Виступав за спортивний клуб «Олімп» Прага. Тренер — Ервін Варга (з 2002). Семиразовий чемпіон Чехії з греко-римської боротьби (2005, 2008, 2010—2012, 2014—2015).
Після закінчення активної спортивної кар'єри працює пожежником, але бере участь у Світових поліцейських та пожежних іграх, на яких здобував декілька медалей, в тому числі і золотих.

### Родина
Томаш живе в Хабаржовицях поблизу від Усті-над-Лабем разом із дружиною Ярмілою та двома дочками — Терезою та Катержиною. Дружина теж колишня елітна спортсменка, займалася легкою атлетикою, працює в поліції.

## Спортивні результати на міжнародних змаганнях

### Виступи на Чемпіонатах світу
| Змагання                        | Збірна | Вагова категорія                 | Місце |
| ------------------------------- | ------ | -------------------------------- | ----- |
| Чемпіонат світу з боротьби 2005 | Чехія  | греко-римська боротьба, до 66 кг | 12    |
| Чемпіонат світу з боротьби 2006 | Чехія  | греко-римська боротьба, до 66 кг | 14    |
| Чемпіонат світу з боротьби 2007 | Чехія  | греко-римська боротьба, до 66 кг | 32    |
| Чемпіонат світу з боротьби 2009 | Чехія  | греко-римська боротьба, до 66 кг | 32    |
| Чемпіонат світу з боротьби 2010 | Чехія  | греко-римська боротьба, до 74 кг | 18    |
| Чемпіонат світу з боротьби 2011 | Чехія  | греко-римська боротьба, до 74 кг | 32    |
| Чемпіонат світу з боротьби 2013 | Чехія  | греко-римська боротьба, до 74 кг | 32    |
| Чемпіонат світу з боротьби 2014 | Чехія  | греко-римська боротьба, до 71 кг | 24    |

### Виступи на Чемпіонатах Європи
| Змагання                         | Збірна | Вагова категорія                 | Місце |
| -------------------------------- | ------ | -------------------------------- | ----- |
| Чемпіонат Європи з боротьби 2003 | Чехія  | греко-римська боротьба, до 66 кг | 10    |
| Чемпіонат Європи з боротьби 2004 | Чехія  | греко-римська боротьба, до 66 кг | 16    |
| Чемпіонат Європи з боротьби 2006 | Чехія  | греко-римська боротьба, до 66 кг | 5     |
| Чемпіонат Європи з боротьби 2007 | Чехія  | греко-римська боротьба, до 66 кг | 10    |
| Чемпіонат Європи з боротьби 2008 | Чехія  | греко-римська боротьба, до 66 кг | 14    |
| Чемпіонат Європи з боротьби 2010 | Чехія  | греко-римська боротьба, до 74 кг | 5     |
| Чемпіонат Європи з боротьби 2014 | Чехія  | греко-римська боротьба, до 71 кг | 14    |

### Виступи на Європейських іграх
| Змагання              | Збірна | Вагова категорія                 | Місце |
| --------------------- | ------ | -------------------------------- | ----- |
| Європейські ігри 2015 | Чехія  | греко-римська боротьба, до 71 кг | 19    |

### Виступи на інших змаганнях
| Змагання                                                         | Збірна | Вагова категорія                 | Місце  |
| ---------------------------------------------------------------- | ------ | -------------------------------- | ------ |
| Гран-прі Німеччини з боротьби 2005                               | Чехія  | греко-римська боротьба, до 74 кг | 19     |
| Міжнародний меморіал Дейва Шульца 2006                           | Чехія  | греко-римська боротьба, до 66 кг | 4      |
| Чемпіонат світу з боротьби серед студентів 2006                  | Чехія  | греко-римська боротьба, до 74 кг | 9      |
| Гран-прі Німеччини з боротьби 2007                               | Чехія  | греко-римська боротьба, до 74 кг | 16     |
| Олімпійський кваліфікаційний турнір з боротьби 2008 (Роме-Остія) | Чехія  | греко-римська боротьба, до 66 кг | 17     |
| Олімпійський кваліфікаційний турнір з боротьби 2008 (Новий Сад)  | Чехія  | греко-римська боротьба, до 66 кг | 20     |
| Чемпіонат світу з боротьби серед студентів 2008                  | Чехія  | греко-римська боротьба, до 74 кг | 12     |
| Міжнародний турнір «Cristo Lutte» 2009                           | Чехія  | греко-римська боротьба, до 74 кг | 10     |
| Гран-прі Німеччини з боротьби 2009                               | Чехія  | греко-римська боротьба, до 66 кг | 18     |
| Гран-прі Словенії з боротьби 2011                                | Чехія  | греко-римська боротьба, до 74 кг | 5      |
| Золотий Гран-прі з боротьби 2011 (Сомбатгей)                     | Чехія  | греко-римська боротьба, до 74 кг | 27     |
| Гран-прі Іспанії з боротьби 2011                                 | Чехія  | греко-римська боротьба, до 74 кг | 9      |
| Кубок Владислава Пітласинські 2011                               | Чехія  | греко-римська боротьба, до 74 кг | 27     |
| Золотий Гран-прі з боротьби 2012 (Сомбатгей)                     | Чехія  | греко-римська боротьба, до 74 кг | 11     |
| Олімпійський кваліфікаційний турнір з боротьби 2012 (Софія)      | Чехія  | греко-римська боротьба, до 74 кг | 9      |
| Олімпійський кваліфікаційний турнір з боротьби 2012 (Тайюань)    | Чехія  | греко-римська боротьба, до 74 кг |        |
| Гран-прі Німеччини з боротьби 2012                               | Чехія  | греко-римська боротьба, до 74 кг | 5      |
| Кубок Арво Хаавісто 2012                                         | Чехія  | греко-римська боротьба, до 74 кг | 5      |
| Кубок Владислава Пітласинські 2013                               | Чехія  | греко-римська боротьба, до 74 кг | 13     |
| Відкритий чемпіонат Загреба з боротьби 2014                      | Чехія  | греко-римська боротьба, до 71 кг | Бронза |
| Міжнародний турнір Любомира Івановича-Гедзи 2014                 | Чехія  | греко-римська боротьба, до 71 кг | Бронза |
| Гран-прі Німеччини з боротьби 2014                               | Чехія  | греко-римська боротьба, до 71 кг | 11     |
| Міжнародний турнір Любомира Івановича-Гедзи 2015                 | Чехія  | греко-римська боротьба, до 71 кг | 7      |

### Виступи на змаганнях молодших вікових груп
| Змагання                                       | Збірна | Вагова категорія                 | Місце |
| ---------------------------------------------- | ------ | -------------------------------- | ----- |
| Чемпіонат Європи з боротьби серед юніорів 1999 | Чехія  | греко-римська боротьба, до 63 кг | 15    |
| Чемпіонат світу з боротьби серед юніорів 1999  | Чехія  | греко-римська боротьба, до 63 кг | 30    |
| Чемпіонат світу з боротьби серед юніорів 2000  | Чехія  | греко-римська боротьба, до 63 кг | 19    |
| Чемпіонат світу з боротьби серед юніорів 2001  | Чехія  | греко-римська боротьба, до 63 кг | 11    |